# Путовање једног слона
Путовање једног слона (порт. A Viagem do Elefante, 2008) роман је португалског Нобеловца Жозеа Сарамага.

## О књизи
Овај роман се по значају и књижевној поруци може назвати тестаментарним Сарамаговим делом. Године 1551. португалски краљ Жоао III послао је аустријском надвојводи Максимилијану необичан свадбени дар: једног индијског слона у пратњи његовог чувара; и један и други су дотад чамили занемарени на дворском имању у Лисабону. У Сарамаговој књижевној интерпретацији овог историјског догађаја, караван, који предводе сам надвојвода и његова жена, са штитоношама и волујским запрегама које тегле храну за слона, креће полако на пут – кроз Португалију и Шпанију, морем до Италије, па преко Алпа до царске Вијене, у којој надвојвода столује у кући Хабзбурга. Тријумф виртуозног Сарамаговог стила, маште и хумора, овај роман очаравајућа је и мудра прича о трајности пријатељства и пролазности славе.

## Оцене дела
„Књижевност и језик у чистом облику, истанчан дар, дело достојно виртуозности једног Сервантеса по великој метафори живота, дочарали су нам ово путовање као величанствени поход под отвореним небом.“

Фернандо Гомез Агилера, Jornal de letras, artes e ideas
„Сарамагов јединствен књижевни поступак, са необичном интерпункцијом и неконвенционалним смењивањем приповедачких гласова, одмах вас осваја својим неодољивим ритмом чим се писац упусти у описивање свих искушења ове авантуре, уз наизменично ироничне и саосећајне тонове према актерима путовања.“

С. Марфи, Metro
„Још једно врхунско дело књижевног генија.“